# Siegmund Stemer

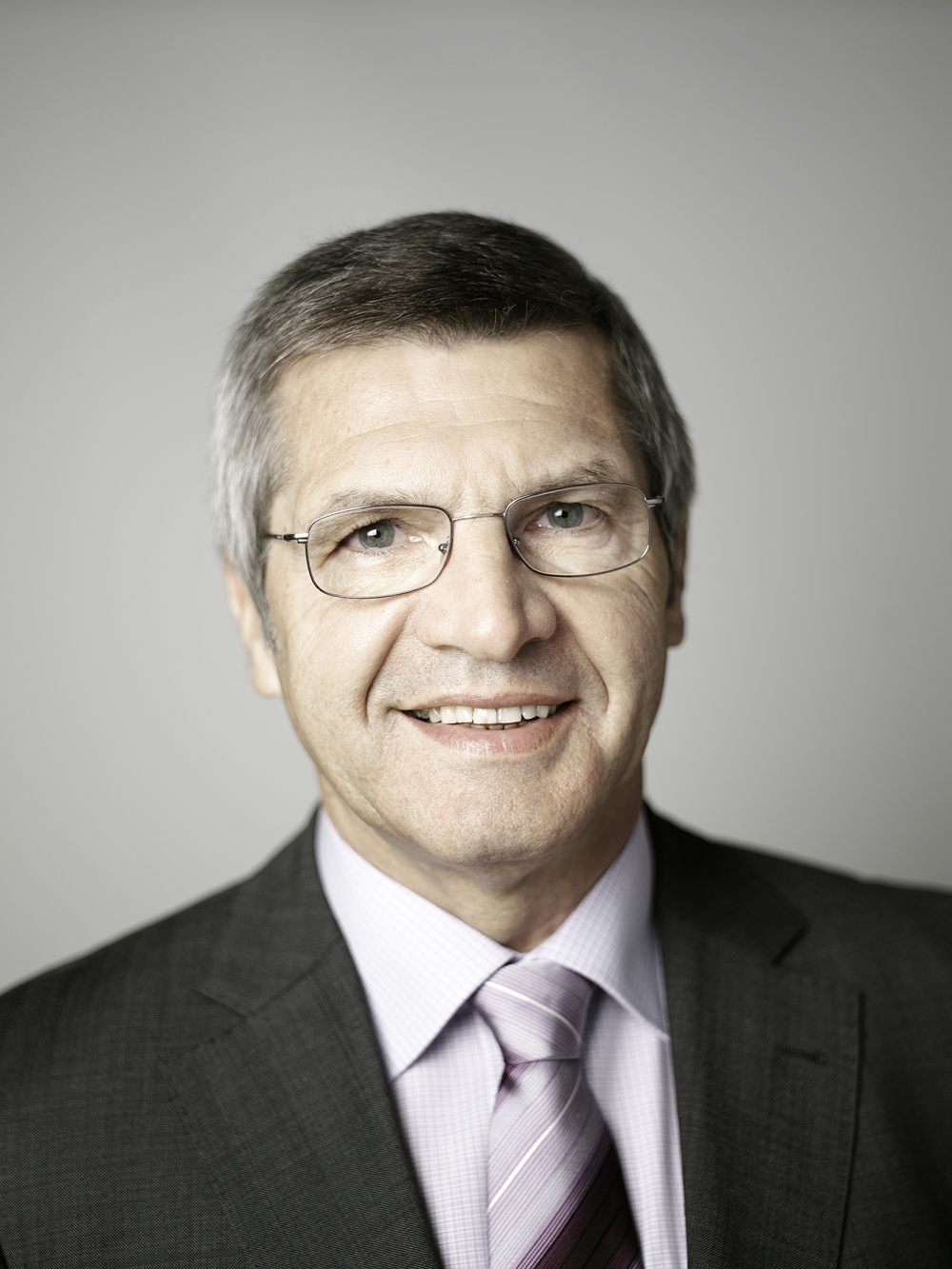
Siegmund Stemer

Siegmund Stemer (* 5. März 1951 in Bludenz) ist ein österreichischer Politiker (ÖVP). Von 1997 bis 2012 war er als Landesrat Mitglied der Vorarlberger Landesregierung, zuvor von 1989 bis 1997 Abgeordneter zum Vorarlberger Landtag.
Vor seinem Eintritt in die Landesregierung war Stemer als Lehrer an höheren Schulen für die Unterrichtsfächer Geografie und Sport tätig, nach seinem Ausscheiden aus der Politik arbeitete er für das österreichische Bildungsministerium als Berater. Er ist geschieden, hat ein Kind und wohnt in Vandans.

## Ausbildung
Nach Absolvierung der Pflichtschule besuchte Stemer das Bundesgymnasium und Bundesrealgymnasium Bludenz, wo er mit der Matura abschloss. Anschließend begann er Geografie und Sport an der Universität Innsbruck auf Lehramt zu studieren. Mit dem Abschluss der beiden Studien und dem Erreichen des Magistertitels begann Stemer an öffentlichen Schulen zu unterrichten.

## Politische Karriere
Seine politische Karriere begann Stemer als Gemeinderat in seiner Heimatgemeinde St. Anton im Montafon in den Jahren 1980 und 1981. Anschließend wurde er für die ÖVP Bürgermeister der Gemeinde von 1981 bis 1997. Zuvor war er bereits im Jahr 1989 in den Vorarlberger Landtag gewählt worden. In den Jahren von 1990 bis 1997 übte er im Landtag das Amt des Klubvorsitzenden der ÖVP-Landtagsfraktion aus. In den Jahren von 1985 bis 1996 vertrat Stemer überdies den Stand Montafon als Standesrepräsentant.
Im Jahr 1997 wurde Stemer schließlich als Landesrat für Schule, Sport und Gesetzgebung in die Vorarlberger Landesregierung berufen. Kraft seines Amtes als Schullandesrat war er während seiner Amtszeit zudem amtsführender Präsident des Landesschulrates für Vorarlberg. Am 2. November 2012 bot Siegmund Stemer aufgrund einer Schwarzgeld-Affäre in der landeseigenen Sportservice Vorarlberg GmbH, bei dem ihm ein zu spätes Eingreifen als politisches Aufsichtsorgan vorgeworfen wurde, Landeshauptmann Markus Wallner seinen Rücktritt als Landesrat zum 6. November an. Seine Nachfolgerin als Landesrat wurde die bisherige Landtagspräsidentin Bernadette Mennel.
Nach seinem Ausscheiden aus der aktiven Landespolitik wurde Siegmund Stemer von der damaligen Bildungsministerin Claudia Schmied als Berater des Bildungsministeriums für frühe Bildung mit den Schwerpunkten nachhaltige Sprachförderung, regelmäßige Bewegung und kindgerecht begleitete Übergänge engagiert. Stemer erarbeitete daher parallel zum Pensionsantritt auf Werkvertragsbasis ein entsprechendes Konzept.